# Конец Евангелиона
«Конец Евангелиона» (яп. 新世紀エヴァンゲリオン劇場版 Air/まごころを、君に Синсэйки Эвангэрион Гэкидзё:-бан: Эа/Магокоро о, кими ни, «Евангелион [нового поколения]: Фильм — Воздух / Искренне Ваш…»; англ. The End of Evangelion) — полнометражный аниме-фильм 1997 года режиссёра Хидэаки Анно, снятый на студии Production I.G. Вышедший в 1995 году сериал «Евангелион» стал крайне популярен, и потому Gainax приняла решение сделать фильм, который должен был стать ещё одним окончанием истории. Подготовка сопровождалась некоторой самоиронией студии — в промежутке между анонсом и появлением вышел альбом Neon Genesis Evangelion Addition, содержащий, в частности, трек «Shuukyoku no Tsudzuki». Там персонажи оригинального сериала обсуждали, как им сделать наиболее популярное и, соответственно, прибыльное продолжение. Сюжет завершает аниме «Death», а также заменяет 25 и 26 серии оригинального «Евангелиона». Фильм состоит из двух частей: Air («Воздух») / «Любовь разрушительна» и My Purest Heart for You («Искренне Ваш…») / «Вы нужны мне» (まごころを,君に, Magokoro о, Kimi Ni). 25 серия содержит вторую часть фильма Neon Genesis Evangelion: Death & Rebirth. По итогам фестиваля Animation Kobe 23—24 ноября 1997 года The End of Evangelion получил приз зрительских симпатий. В 1998 году фильм занял первое место в гран-при журнала Animage.

## Сюжет
| |                                                                                    |            |  |  |  |  |  |  |  |  |  |  |  |  |  |  |  |  |  |  |  |  |  |  |  |  |  |  |  |  |  |  |  |  |  |  |  |  |  |  |  |  |  |  |  |  |  |  |  |  |  |  |  |  |  |  |  |  |  |  |  |  |  |  |  |  |  |  |  |  |  |  |  |  |  |  |  |  |  |  |  |  |  |  |  |  |  |  |  |  |  |  |  |  |  |  |  |  |  |  |  |  |  |  |  |  |  |  |  |  |  |  |  |  |  |  |  |  |  |  |  |  |  |  |  |  |  |  |  |  |  |  |  |  |  |  |  |  |  |  |  |  |  |  |  |  |  |  |  |
| 25' | Воздух «Air» (Ａｉｒ)                                                              | 19.07.1997 |  |  |  |  |  |  |  |  |  |  |  |  |  |  |  |  |  |  |  |  |  |  |  |  |  |  |  |  |  |  |  |  |  |  |  |  |  |  |  |  |  |  |  |  |  |  |  |  |  |  |  |  |  |  |  |  |  |  |  |  |  |  |  |  |  |  |  |  |  |  |  |  |  |  |  |  |  |  |  |  |  |  |  |  |  |  |  |  |  |  |  |  |  |  |  |  |  |  |  |  |  |  |  |  |  |  |  |  |  |  |  |  |  |  |  |  |  |  |  |  |  |  |  |  |  |  |  |  |  |  |  |  |  |  |  |  |  |  |  |  |  |  |  |  |  |  |  |
| После поражения последнего Ангела Синдзи Икари психологически сломлен и обезумел. Он навещает Аску в больнице, хочет разбудить её и случайно раздевает. Сначала он мастурбирует на впавшую в кому девушку, но после оргазма стыд за содеянное наносит ещё один удар по его психике. Тем временем Гэндо Икари полностью разрывает отношения с SEELE; для того, чтобы снова встретиться со своей погибшей женой Юи, он начинает подготовку к началу Третьего удара с использованием Рей и Лилит в Конечной догме. SEELE через правительство Японии приказывает отрядам JSSDF атаковать Токио-3 и штаб-квартиру NERV, найти и убить пилотов Евангелионов. Чтобы попасть в Геофронт, JSSDF взрывают город N2 бомбой и, проникнув в NERV, устраивают там кровавую бойню. Чтобы спасти Аску, Мисато прячет её внутри Евы-02 на дно озера. Во время штурма Геофронта Аска понимает, что в Еве находится часть души её матери, и, выйдя из депрессии, снова может ей управлять. Она отражает атаку на поверхности Геофронта. Чтобы остановить Еву-02, SEELE десантирует девять серийных Евангелионов с работающими S2 двигателями. Мисато спасает находящегося в состоянии крайней степени депрессии Синдзи от убийства солдатами JSSDF, но сама получает смертельное ранение. Она уговаривает Синдзи пилотировать Евангелион-01 и помочь Аске. Та в это время удачно расправляется с серийными Евами, но, когда энергия Евы-02 подходит к концу, они регенерируют и буквально разрывают Еву-02 на куски вместе с Аской на глазах у Синдзи, подоспевшего с Евой-01. |                                                                                    |            |  |  |  |  |  |  |  |  |  |  |  |  |  |  |  |  |  |  |  |  |  |  |  |  |  |  |  |  |  |  |  |  |  |  |  |  |  |  |  |  |  |  |  |  |  |  |  |  |  |  |  |  |  |  |  |  |  |  |  |  |  |  |  |  |  |  |  |  |  |  |  |  |  |  |  |  |  |  |  |  |  |  |  |  |  |  |  |  |  |  |  |  |  |  |  |  |  |  |  |  |  |  |  |  |  |  |  |  |  |  |  |  |  |  |  |  |  |  |  |  |  |  |  |  |  |  |  |  |  |  |  |  |  |  |  |  |  |  |  |  |  |  |  |  |  |  |  |
| 26' (Ещё один финал) | Искренне Ваш... «Magokoro o, kimi ni (My Purest Heart for You)» (まごころを、君に) | 19.07.1997 |  |  |  |  |  |  |  |  |  |  |  |  |  |  |  |  |  |  |  |  |  |  |  |  |  |  |  |  |  |  |  |  |  |  |  |  |  |  |  |  |  |  |  |  |  |  |  |  |  |  |  |  |  |  |  |  |  |  |  |  |  |  |  |  |  |  |  |  |  |  |  |  |  |  |  |  |  |  |  |  |  |  |  |  |  |  |  |  |  |  |  |  |  |  |  |  |  |  |  |  |  |  |  |  |  |  |  |  |  |  |  |  |  |  |  |  |  |  |  |  |  |  |  |  |  |  |  |  |  |  |  |  |  |  |  |  |  |  |  |  |  |  |  |  |  |  |  |
| Гэндо начинает Третий удар, приведя Рей к источнику, но она отвергает Икари и, соединившись с Адамом и Лилит, превращается в богоподобное существо. Серийные Евангелионы распинают Еву-01, управляемую Синдзи, с помощью своих копий Копья Лонгиния; затем они собираются вокруг Евы-01 и существа, порождённого Рей и Лилит. Рей-Лилит ставит Синдзи перед выбором, и Синдзи, потеряв всё, что ему было дорого, решает убить жизнь на Земле. Лилит создаёт анти-АТ-поле, которое распространяется по всей Земле и разрушает АТ-поля всех живых существ, расщепляя их на LCL. Синдзи, слившись со всеми душами мира, вновь рассматривает собственную жизнь, осмысливает её и свои желания. В этот раз ему помогают его мать, душа которой находилась в Еве-01, Рей и Каору. В конце концов Синдзи понимает, что даже в боли нельзя вечно прятаться от людей. Он хочет остановить Комплементацию. И, как утверждается, после этого все люди, имеющие достаточно воли и желания, получают возможность вернуть себе человеческие тела. Синдзи просыпается на берегу моря LCL, видит Аску, начинает душить её, но она нежно гладит его по щеке, он плачет. Аска произносит фразу «Отвратительно». Её смысл остаётся неясным. |                                                                                    |            |  |  |  |  |  |  |  |  |  |  |  |  |  |  |  |  |  |  |  |  |  |  |  |  |  |  |  |  |  |  |  |  |  |  |  |  |  |  |  |  |  |  |  |  |  |  |  |  |  |  |  |  |  |  |  |  |  |  |  |  |  |  |  |  |  |  |  |  |  |  |  |  |  |  |  |  |  |  |  |  |  |  |  |  |  |  |  |  |  |  |  |  |  |  |  |  |  |  |  |  |  |  |  |  |  |  |  |  |  |  |  |  |  |  |  |  |  |  |  |  |  |  |  |  |  |  |  |  |  |  |  |  |  |  |  |  |  |  |  |  |  |  |  |  |  |  |  |

## Роли озвучивали
| Актёр            | Роль                 |
| ---------------- | -------------------- |
| Мэгуми Огата     | Синдзи Икари         |
| Котоно Мицуиси   | Мисато Кацураги      |
| Мэгуми Хаясибара | Рей Аянами, Юи Икари |
| Фумихико Татики  | Гэндо Икари          |
| Юко Миямура      | Аска Лэнгли Сорью    |
| Акира Исида      | Каору Нагиса         |
| Мотому Киёкава   | Кодзо Фуюцуки        |
| Юрико Ямагути    | Рицуко Акаги         |
| Хиро Юки         | Макото Хьюга         |
| Мики Нагасава    | Майя Ибуки           |
| Такэхито Коясу   | Сигэру Аоба          |
| Коити Ямадэра    | Рёдзи Кадзи          |
| Мугихито         | Кил Лоренц           |
| Мария Кавамура   | Кёко Цеппелин Сорью  |

## Производство
В 1996 году было принято решение выпустить ещё один финал «Евангелиона». Однако создание происходило в условиях очередной депрессии режиссёра Анно и его критики многочисленными поклонниками оригинального сериала. На фестивале Anime Expo он сказал, что для него нет проблем в последней серии, а если и есть, то это у зрителей, тем хуже для них. Вместо апокалипсиса было показано «что-то среднее между чередой абстрактных картинок и визуализацией группового психотерапевтического сеанса», это вызвало шок и негодование у людей, желавших увидеть гигантских человекоподобных роботов. Офис Gainax был разрисован граффити, Анно получил много писем с угрозами смерти, послание «убью!!!» позже было включено в «Конец Евангелиона». Режиссёр психологически сломался, уехал на мыс Таппи (Сотогахама), потом в Соямисаки (Вакканай), а затем на остров Ребун и 6 месяцев ничего не делал.
Gainax критиковали за игнорирование аниме-сообщества, создавалась негативная атмосфера. Распространялись слухи, что у компании закончились деньги и время (создатели банально не уложились в бюджет и телеэфир, платить дизайнерам и аниматорам оказалось нечем, в монтаж пошёл весь подручный материал), а последние сцены были сделаны всего за две недели. Однако Gunbuster завершился аналогичным образом — монтажом, а не обещанной кульминационной битвой, подобное заставило предположить, что Анно всегда так планировал, а жестокий характер сиквелов отражал его раздражение тем, что «интеллектуальный» финал не был оценён аудиторией по достоинству. В радиопостановке 1996 года актёры «Евы» пошутили, что неплохо бы ещё раз заработать и сделать продолжение, по иронии судьбы, они оказались правы. Создавалось впечатление, что у оставшихся фанатов хотят забрать последние средства и добрую волю. Обещанным «настоящим» финалом весной 1997 года оказался фильм-компиляция Death & Rebirth, позже терпение поклонников испытывалось с помощью Death (True). Rebirth — это скорее реклама, чем цельная картина, она показывает примерно полчаса грядущего аниме с рейтингом R. Именно там впервые демонстрировалась печально известная сцена мастурбации в палате с Аской. В кинотеатрах продавалась программа, своего рода Библия «Евангелиона», с неофициальным названием Red Cross Book. Вышедший 19 июля 1997 года The End of Evangelion, представленный как две «недостающие» серии, стал поистине шокирующим апокалипсисом, доведя оригинал до логического завершения. Полтора часа мультипликации являются тем, что «мог бы сотворить Иероним Босх, родись он на пять веков позже».
До выпуска Хидэаки Анно отправился в Studio Ghibli, где создавался полнометражный аниме-фильм «Принцесса Мононоке», чтобы изучить работу Миядзаки. Он хотел показать Евы, сражающиеся с врагом на заснеженной горе. Но очень трудно изобразить падающий и накапливающийся снег, а движущихся роботов — гораздо сложнее. Решить проблему могла компьютерная графика, но она была очень дорогая, хотя сулила большие возможности. В итоге от битвы посреди снега пришлось отказаться. Анно указал на Anime Expo, что «дополнительная» концовка на самом деле будет тем же финалом, что и последняя серия, но с разных точек зрения. Ёсиюки Садамото в интервью журналу Young Ace 2009 года подтвердил, что фильм действительно отражал психологическое состояние режиссёра. Дизайнер всегда считал, что «Евангелион» — это история отношений между отцом и сыном. Садамото придерживался данного мнения с самого начала манги.

## Выпуск

### Фильм
В 2002 году Manga Entertainment выпустила DVD в США. Формат был 1,85:1, а звук отличался неплохим выбором: японский и английский DTS 6.1, Dolby Digital 5.1 и 2.0. Всего имелось 7 дорожек, включая аудиокомментарии Аманды Винн Ли, Джейсона Ли и Талиесина Джаффе, им самим оказалось трудно интерпретировать наиболее непонятные аспекты. Доступны субтитры. Оригинал записан в двухканальном стерео, а 6.1 является ремиксом с более полным и чётким звучанием. Взрывы и выстрелы слышны гораздо лучше на задних динамиках. Японский вариант превосходит английский по качеству. Большая часть фильма, особенно конец, состоит из музыки и диалогов, поэтому возможности объёмного звука ограничены. Треки 2.0, как и следовало ожидать, приглушены. Letterbox смотрится хорошо, средний битрейт составляет от 5 до 6 МБ\с, но фильм перегружен звуковыми дорожками. В некоторых сценах присутствует изрядное количество зернистости, но такое сделано намеренно. Уровень чёрного не бывает глубоким и насыщенным, оставаясь слишком светлым. На диске размещена известная обложка: берег моря LCL, руины Токио-3 и голова Рей-Лилит с взглядом на звёздное небо, на это всё смотрят Аска и Синдзи. Меню легко использовать, но четверть объёма совершенно бесполезна, поэтому выбор звука приходилось осуществлять при воспроизведении видео. Дополнительных материалов немного — пара трейлеров, превью, каталог и ссылки издателя. Показ фильма для обзора на сайте Anime on DVD произведён на HDTV Toshiba TW40X81, DVD-проигрывателе Panasonic RP-82, AV-ресивере Sony STR-DE835 с компонентным кабелем Monster и акустической системой Sony.
В 2005 году Manga Entertainment представила сборник из 2 DVD, куда вошли Death & Rebirth и The End of Evangelion. Звуковые дорожки остались те же, без искажений и провалов. Рецензент не являлся большим поклонником английского дубляжа, хотя и похвалил Manga за то, что та собрала большую часть актёров озвучивания сериала. Субтитры легко читаются, грамматических и орфографических ошибок не замечено. Однако здесь не представлены версии японского ремастера Renewal, поэтому снова идёт 1,85:1 letterbox и никакого анаморфирования. Кроме того, иногда наблюдаются артефакты, а также мерцание и сильная перекрёстная окраска, что разочаровывает. У издателя не нашлось средств для покупки обновлённых фильмов. Оба диска помещены в чехол и специальную коробку. На обложке изображены Каору, Лилит на кресте в Конечной Догме и печальный взгляд Синдзи. Внутри присутствуют уменьшенные постеры Death & Rebirth и The End of Evangelion. Дополнительные материалы сначала те же, но на втором диске есть раздел Mokuji interactive. По сути, это комментарии во время воспроизведения видео, когда на экране появляется значок, что похоже на функцию «белого кролика» на оригинальном DVD «Матрицы». Сведения взяты из Red Cross Book. В меню находится пункт «Архивы Magi». Тестирование осуществлено на телевизоре Philips 28" Pure Flat Widescreen, DVD-проигрывателе Pioneer DV-464, c кабелем JVC gold-plated RGB и разъёмом SCART, со стандартным стерео звуком.
В 2015 году к юбилею сериала Studio Khara и King Records издали комплект из 10 Blu-ray и 170-страничный буклет. The End of Evangelion находится на седьмом диске, дополнительные материалы присутствуют на девятом. Звук улучшен до LPCM 5.1 и 2.0. В 2019 году появилось стандартное издание, отличие заключается в отсутствии буклета и стоимости 18000 иен.
В 2018 году права на показ приобрёл потоковый сервис Netflix. Фильм был доступен для просмотра на сайте Netflix Россия до полного прекращения работы 30 мая 2022 года. «Конец Евангелиона» также иногда показывается в зарубежных кинотеатрах, например, в Великобритании в 2021 году. Британский совет по классификации фильмов присвоил рейтинг 15. В 2024 году компания GKIDS объявила, что фильм впервые выйдет в кинотеатрах Северной Америки.

### The End of Evangelion: Renewal
25 июня 2003 года в Японии компаниями Starchild и King Records была выпущена новая версия The End of Evangelion, входящая в состав издания Renewal of Evangelion, которое состояло из переработанных версий ТВ-сериала, 4 серий с LaserDisc и 3 фильмов, а также из бонусного диска, содержащего ранее не показанный материал. Фильмы Renewal of Evangelion в США не попали, так как ADV не имела на них прав. В 2022 году Shout! Factory обратилась к покупателям с предложением бесплатной замены 5 диска Blu-ray стандартной и коллекционной версий «Евангелиона», где на игровом кино не было английских субтитров, при условии запроса на сайте компании (исправленный вариант маркировался R1).
Эта версия объединяет Evangelion: Death с The End of Evangelion, включая фрагменты Rebirth из первого фильма. В ней также содержатся материалы, где сэйю Мэгуми Хаясибара, Юко Миямура и Котоно Мицуиси играют своих персонажей, живущих спустя 10 лет после событий «Евангелиона». В этом продолжении Синдзи не существует, Аска встречается с Тодзи Судзухарой. Мисато живёт в тесной квартире и говорит по телефону с Рицуко. Аска и Рей работают в офисе. В материалах присутствует мужской голос, который зовёт Аску на улице, а потом говорит: «Меня здесь нет», намекая зрителю на то, что всё увиденное — лишь искажённая реальность. В данной сцене продюсеры оставляют более ясный посыл, чем в фильме: хотя Синдзи и способен погрузиться в фантастический мир, он не может там физически существовать, по сути это становится пустым звуком.

### Музыка
Саундтрек к фильму был издан 26 сентября 1997 года. Диск занял 3 место в чарте Oricon. Основную музыку сочинил Сиро Сагису. В The End of Evangelion исполняются песни «Komm, süsser Tod» (с нем. — «Приди, сладкая смерть») и «Thanatos -If I Can’t Be Yours-» (с англ. — «Танатос — если я не могу быть твоим»), а также звучат классические произведения: «II Air (Orchestral Suite № 3 in D Major, BWV.1068)» и «Jesus bleibet meine Freude (Herz und Mund und Tat und Leben BWV. 147)» Иоганна Себастьяна Баха.

## Критика и отзывы
Фильм завоевал первый приз Animage в 1997 году и Japan Academy Prize, как «Крупнейшая публичная сенсация года», и получил «Специальную награду: выбор аудитории» от Animation Kobe в 1997 году. EX.org в 1999 году поставила фильм на пятое место «Лучших шоу всех времен» и на второе в числе телесериалов.
В Японии с момента релиза и по октябрь 1997 года The End of Evangelion заработал 1,45 млрд иен. Общие сборы составили 2,47 млрд иен, по данным The Numbers — 1 588 016 долларов.
Крис Беверидж с Mania.com описал фильм, как «воздействующий на зрителя на многих уровнях», но предостерёг от просмотра The End of Evangelion без предварительного ознакомления с оригинальным сериалом.
Патрик Масиас с TokyoScope включил The End of Evangelion в число 10 величайших фильмов всех времён и назвал его лучшим аниме-фильмом 1990-х годов. Уэс Андерсон составил свой список любимых аниме, где наряду с работами Хаяо Миядзаки присутствовал и «Конец Евангелиона». Журнал CUT поместил The End of Evangelion на третье место среди 30 лучших аниме-фильмов всех времён. Борис Иванов из редакции сайта Hi-Fi.ru поставил «Конец Евангелиона» на 15 позицию среди 100 лучших аниме за всю историю кино. «Конец Евангелиона» входит в число 50 ключевых аниме-фильмов по мнению обозревателей Британского института кино. 47 место в списке 100 лучших аниме-фильмов согласно журналу Paste. 65 место среди 100 лучших анимационных фильмов по версии журнала Time Out. На Rotten Tomatoes рейтинг составляет 92 % с учётом 12 критических обзоров.
Сайт «Канобу» дал 2 место в топ 20 лучших полнометражных аниме. «Конец Евангелиона» давным-давно растащили на отдельные картинки, ролики и тому подобный контент, в виде отдельных кадров и мемов. Фильм вышел весьма мрачным и серьёзным. По многим аниме-сериалам снимают полнометражки, но они редко выходят настолько хорошими, чтобы их не просто помнили, а обсуждали спустя десяток лет. «Ева» прошла проверку временем, причём с лёгкостью. Slant Magazine присудил 42 место в списке 100 лучших научно-фантастических фильмов всех времён. Анно создал дополнительный финал, где жестоко и беспощадно показал фанатам весь нигилистический хаос, которого они хотели. The End of Evangelion — рецидив, самоуничтожающий взрыв отвращения и гнева, выраженный в космических масштабах. Финал — наиболее полная визуализация экстаза, когда-либо появлявшаяся на экране, массовая смерть, представленная как освобождение от ада существования, которое оставляет сломленного, суицидального главного героя живым, чтобы засвидетельствовать забвение. «Конец Евангелиона» напоминает экспериментальные работы Стэна Брэкиджа, точно так же придумывая «цельный» образ из относительной бессвязности. Comic Book Resources оценил фильм на 8 из 10 баллов, предупреждая о том, что как и обещает название, финал действительно есть, но концовок здесь столько же, сколько и зрителей, поэтому «лучше просто позволить жидкости LCL заполнить ваши лёгкие и сделать решительный шаг». По мнению Forbes, просмотр оригинального сериала не является обязательным условием для того, чтобы насладиться «Концом Евагелиона». 
«АниМаг» назвал The End of Evangelion достойным продолжением сериала. В нём есть два ярко выраженных направления, которые являются альтернативами 25 и 26 серий: первое — нападение военных на Nerv и бой Аски с Евами, что показано жестоко и кроваво. Второе — устройство мира, где «жестокость перерастает в усиление психологического давления» с философско-психологическими мыслями, воплощёнными в сложные образы и выполненные с уклоном в библейскую тематику. Прямых и явных ответов на вопросы, оставляемые сериалом, нет. Благодаря такому походу «от сёнэна в полнометражной картине практически ничего не осталось». В дизайн персонажей были внесены коррективы — весь позитивизм и частицы счастья детально удалены, кроме сцены «пробуждения» Аски, но рецензент считает, что в целом герои не изменились — усилился их характер. В итоге фильм «серьёзно претендует на шедевральность, являясь отличной альтернативой последних эпизодов оригинала. Непредсказуемый, атмосферный, сюжетно проработанный… — аниме можно назвать убедительной, небанальной и красивой концовкой».
По мнению Anime News Network, история апокалиптического одиночества подходит для несчастных подростков и беседует с ними отзывчиво, ясно и честно. Желание достучаться до других в момент боли является одним из воплощений человеческого опыта, как если спрашивать, возможно ли по-настоящему быть вместе, только причиняя и разделяя насилие. Неспособность понять друг друга — универсальная тема, а «Ева» выступает как послание для тех, кто больше всего жаждет общения. Речь идёт о выходе из безопасности и уверенности детства в осознание и страх взросления. Фильм бросает вызов аудитории, заставляя пересмотреть самодовольство. В конечном счёте, Синдзи и все остальные должны признать боль, исходящую от окружающего мира, и жить с этим. Решила ли большая часть человечества оставаться в коллективном удовлетворении или смирилась с тем, что индивидуальность — бремя, которое стоит нести, уже другой вопрос. В пугающий и волнующий мир взрослых открывается дверь, где «Евангелион» говорит, что в себя нужно верить.
Деятельность студии привела к тому, что в 1990-е годы название «гайнакс-финала» стали использовать в любой развязке, не удовлетворявшей ожиданиям аудитории. Причины следующие: студия столкнулась с нехваткой денег; авторы устали от произведения и запутались; сценаристы решили закончить историю так, чтобы никто не понял; было придумано продолжение, но выпуск не состоялся; финал оказался тупиковым, его решили отбросить, сделав вид, что ничего не случилось. Предыдущие события игнорировались, сюжетные линии не складывались воедино, создатели играли в многозначность, отмалчивались в интервью и оставляли больше вопросов, чем ответов. От клиффхэнгера это отличалось тем, что напоследок зрителю бросалась «кость», которая не имела никакого смысла. Пересмотр не помогал приблизиться к тому, что хотели сказать авторы. Много лет поклонники аниме на интернет-форумах обсуждали такие финалы, выдвигали гипотезы, спорили, обычно повторяя: «Ненавижу Gainax!». Съёмочная группа «Евангелиона» пыталась подытожить законченный сериал полнометражным эпилогом, добавив новые сцены. Но даже после «хирургии» фильм не сумел ответить на все вопросы и закрыть сюжетные дыры. Получились псевдофилософия и фальшивый символизм для красоты. Часто режиссёры прибегали к этому, намекая, что общая картина гораздо сложнее, чем на экране. В конечном итоге продукт занял место на полке с пометкой «смысла нет». Сюда относятся также «Мёртвые, как я», американская версия «Жизни на Марсе», конец 6 сезона «Остаться в живых», «Сталкер», «Сияние», «Пятница, 13-е: Джейсон штурмует Манхэттен», «Донни Дарко», «Планета обезьян» Тима Бёртона, «Матрица: Революция», «Сайлент Хилл», «Древо жизни», «Телеведущий 2: И снова здравствуйте», работы Дэвида Линча и многие другие. Большинство зрителей любят определённость и беспощадны к Gainax, считая невнятные концовки вероломством, халтурой и издевательством, перечёркивающими положительные стороны ленты.

Сюрреализм и жестокость встретили неприятие, Такаси Осигути из Animerica считал это продуктом безумия толпы, а драматург Кэндзи Сато сравнивал с альбомом Nine Inch Nails The Downward Spiral. THEM Anime поставил всего две звезды из пяти. Рецензент указал, что потребовался почти месяц, чтобы разобраться с мыслями, поскольку даже самые ярые фанаты не были готовы к такому: 
Не ясно, можно ли назвать фильм шедевром Анно или его падением. Первая половина аниме становится тем, что всем нравится в «Евангелионе»: хорошо поставленные драматические сцены, захватывающий и жестокий экшен и достаточное количество псевдохристианских образов. То, что спецназ SEELE так быстро одерживает верх, кажется небрежным, но это простительно, поскольку NERV сосредоточился на борьбе с ангелами. Когда Синдзи в пробудившейся Еве-01 поднимается над руинами Геофронта, как демон из недр ада, возникает вопрос, искупили ли Gainax и Хидэаки Анно вину в глазах аудитории за конец сериала. Но режиссёр допустил серьёзную ошибку. Вторая половина оказалась бессвязной и бестолковой настолько, что потеряла зрителей. В итоге получился эксперимент, выходящий за рамки понимания: неподвижные изображения, которые позорят рекламу MTV, зал кинотеатра с публикой «Евы», уличные сцены (игровое кино) и анимация без бюджета. Странный и неприятный финал, столь же безумный, как и завершение оригинала, оставил плохое ощущение, что удалось снять просмотром нескольких серий «Рубаки». Возможно, Анно пытался донести свою философию до аудитории через Рей, когда она поглотила Землю, что немного напоминало «Акиру», оставив Синдзи решать судьбу планеты. Понятно, что произошло, если передать мир в руки замкнутого и безвольного дурака, не желавшего иметь ничего общего с человечеством. На это действительно больно смотреть. Такое заставило задуматься о жизни в целом. Говорят, что «Еву» нужно либо любить, либо ненавидеть. Здесь стоит сделать исключение, поскольку чувствуется и то, и другое. Дело в том, что всё пустое, бездушное, лицемерное и фальшивое — не более чем бред сумасшедшего, нигилистического создателя, средний палец в адрес фанатов. Это чудесная наживка и потрясающий маркетинговый успех, но ужасная кинематографическая работа, впечатляющая только в том случае, если считать «Ведьму из Блэр» серьёзным кино. Хочется разбить телевизор. Последняя фраза Аски — один из самых уместных комментариев, когда-либо сделанных по поводу этого фильма.
На фестивале Otakon 2001 Кадзуя Цурумаки ответил, что жестокость в The End of Evangelion была вызвана не отношением к поклонникам, а стремлением показать, что аниме может иметь горький конец.
В 2019 году была издана компьютерная игра Death Stranding, её сюжет напоминал это произведение, например, последними главами и сюрреалистическими образами. В 2021 году вышел аниме-фильм «Евангелион: 3.0+1.01: Как-то раз», который оказался тесно связан с «Концом Евангелиона».

## Интерпретация

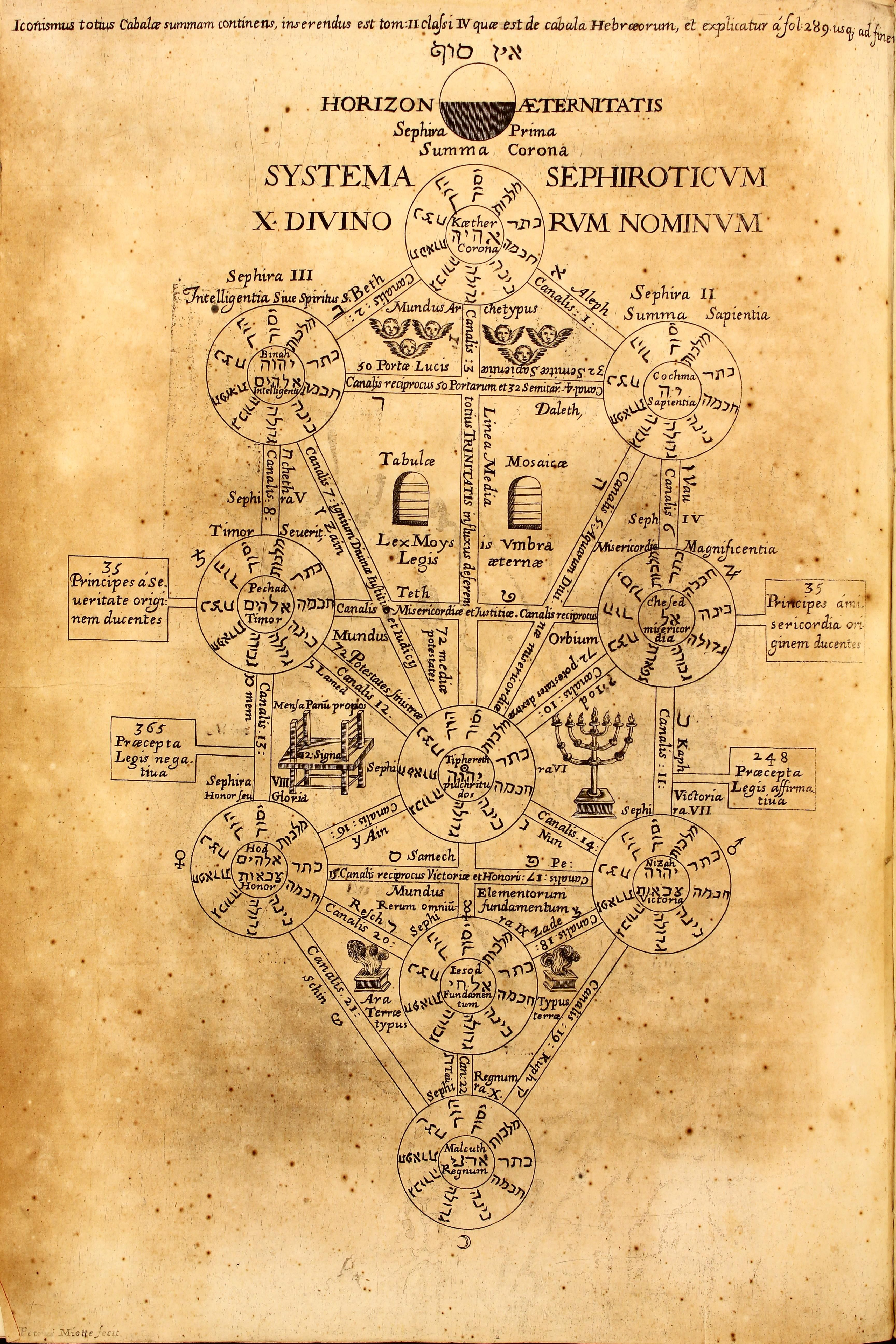
Древо Жизни из «Египетского Эдипа»

Как и в сериале, в фильме показано Древо Жизни. Во второй части Синдзи с Евой-01 оказываются в Тиферете, который относится к Юи Икари, символизируя красоту и сострадание Бога.
В финальной сцене The End of Evangelion Синдзи и Аска отделены от объединенного человечества. Синдзи пытается задушить Аску, но останавливается и роняет несколько слез на её лицо. На карте D-88 от Bandai Carddass 1998 года содержится следующий комментарий:
«Синдзи отказывается от мира, где все сердца слились воедино, и принимает других людей. Его страсть… жить с „другими“ — другими сердцами, которые порой отвергают его. Вот почему первой вещью, которую он сделал, придя в сознание, стала попытка задушить Аску. Чтобы почувствовать существование „других“ людей. Чтобы подтвердить неприятие и отрицание».
Их взаимодействие отображает широкий спектр позитивных и негативных эмоций. Во время записи озвучивания финальной сцены сэйю Мэгуми Огата, давшая голос Синдзи, была переполнена эмоциями и пыталась задушить Юко Миямуру. В интервью она подтвердила, что толкнула Миямуру на пол, так как та не могла хорошо сыграть в этой сцене, и была настолько взволнована, что душила её слишком сильно, не дав произнести ни слова. Конечно, потом извинилась перед ней за то, что чуть не убила.
Точный смысл финальной сцены скрыт и неоднократно оспаривался. Согласно эпизоду шоу Anime Yawa, выпущенному 31 марта 2005 года на спутниковом канале NHK, финальная фраза Аски должна была быть такой: «Я не хочу быть убитой тобой» или «Я никогда не позволю тебе убить меня» («Anta nanka ni korosareru no wa mappira yo!»), но Анно был неудовлетворен тем, как Миямура произносила эту фразу. В итоге Анно поспросил её описать, что он пытается передать этой сценой:
«Я была не уверена, что должна говорить во время финальной сцены. Наконец, Анно спросил меня: „Миямура, просто представь, что ты спишь на кровати и незнакомец проникает в твою комнату. Он может изнасиловать тебя в любое время, пока ты спишь, но он не делает этого. Вместо этого он мастурбирует, глядя на тебя, когда ты просыпаешься и понимаешь, что происходит. Что бы ты сказала?“ Я всегда думала, что он странный человек, но в тот момент я испытывала отвращение. И я сказала ему, что я думаю: „Отвратительно“ (яп. 気持ち 悪い кимоти варуй). Тогда он вздохнул и сказал: „Я так и думал“».
Тогда Анно был одержим Миямурой, часто звонил ей вне работы, и она стала бояться его. В определённый момент Миямура подумала, что больше никогда не станет играть роль Аски и хотела стереть «Евангелион». Всё было очень тяжело.
Тифани Грант, озвучивавшая Аску в английском переводе, сделала следующее заявление:
«Наиболее популярным переводом последней фразы EoE [The End of Evangelion] было „Мне плохо“ (англ. I feel sick), но Аманда Винн Ли (озвучивавшая Рей Аянами в английском переводе и режиссировавшая английскую версию The End of Evangelion) сказала, что она спросила нескольких переводчиков и посчитала перевод „Отвратительно“ (англ. disgusting) наиболее точной адаптацией. Вы можете сказать, что ей отвратительная сама ситуация или Синдзи. Моё любимое объяснение таково: мой супруг Мэтт Гринфилд режиссировал TV-сериалы и очень хорошо знаком с франшизой „Евангелиона“. Мэтт говорил, что хотя [создатель „Евангелиона“] Хидэаки Анно, по-видимому, часто меняет своё мнение о значении разных вещей в „Евангелионе“, однажды Анно сказал, что „мне плохо“ является отсылкой к утренней дурноте. <…> Разумеется, Анно весьма пылко относится к идее, что каждый должен определить значение Евангелиона сам для себя»
.
Тем не менее, несмотря на мрачный конец, комплементация не является перманентной. И Рей, и Юи утешают Синдзи и говорят ему, что люди могут восстановить своё физическое воплощение, если они захотят этого и если они обладают достаточно сильными сердцами. Это может значить, что Аска — первый человек, который решил вернуться к реальности. Другая карта из ККИ Evangelion поясняет:
«В океане LCL Синдзи желал возвращения мира с другими людьми. Он жаждал вновь встретиться с ними, даже если это значило бы необходимость чувствовать боль и предательство. И, как он надеялся / желал, Аска вернулась в новый мир. Только Аска. Девушка, которая причинила ему боль и которую ранил он сам. Но даже несмотря на это, она была той, чьего возвращения он жаждал…»
По мнению Comic Book Resources, в определённом смысле финальная сцена немного утешает, несмотря на трагический и тревожный конец, даже в самый тёмный момент Neon Genesis есть знак надежды. Подобно тому, как человек ущипнёт себя, чтобы убедиться, что он не спит, завершение «Евангелиона» напоминает зрителям: именно мгновения боли доказывают, что человек жив. «Мир фантастики» пишет, что в финале Синдзи Икари, став почти Богом, оказывается на развилке и делает выбор в пользу страданий, «очень человеческий, но и очень японский». В Японии считается, что индивидуальность не бывает сама по себе и всегда обретается только при отражении в других людях. У Эсюна Хамагути есть концепция «кандзин», «человек-между». Также существует слово «амаэ», зависимость от чужой благожелательности, что всегда причиняет боль. Выход заключается не в том, чтобы «умереть, уснуть и видеть сны, быть может», и не в коллективном самоубийстве, а в том, чтобы постараться справиться с этим. Протянуть руку, поговорить, обнять и полюбить.
По-прежнему обсуждается, является ли The End of Evangelion расширенной концовкой оригинальных 25 и 26 серий или полностью заменяет их. Некоторые верят, что The End of Evangelion является альтернативной концовкой, созданной, чтобы удовлетворить требования фанатов, недовольных окончанием оригинального сериала. Цурумаки, бывший помощником Анно в режиссировании «Евангелиона», говорил, что он считал сериал завершённым таким, какой он есть.
В книге Apocalypse in Japanese Science Fiction профессора Университета Миядзаки Сангё-кэйэй Мотоко Танаки финальная сцена картины была охарактеризована как подрывающая основы всего жанра «сэкайкэй» (яп. セカイ系, от яп. «сэкай» — мир), направленного на развитие романтической линии между двумя главными героями, поскольку Синдзи был абсолютно неспособен к построению отношений с Аской даже в условиях полного отсутствия конкуренции в постапокалиптическом мире.
В 2019 году Netflix выпустил «Конец Евангелиона» для западных зрителей, где значительной критике подвергся изменённый перевод, когда Синдзи был в палате с Аской. «I’m so fucked up» заменили на «I’m the lowest of the low». Первый вариант показывал тяжёлое психическое состояние Синдзи и его отношение к самому себе, в зависимости от ситуации, переводимые как «Я долбанутый на голову», «Я облажался по полной», «Я затрахался» и т. п. Второй вариант ближе к японскому «Я ничтожество» или «Худший из всех». Многие поклонники утверждают, что новый текст не несёт мрачной экспрессии оригинальной версии. Для Netflix не составит труда быстро изменить субтитры, но дубляж исправить сложнее. В обычной ситуации редактор или переводчик могут задать вопрос для разъяснения издателю или правообладателю. Но поскольку платформа работает со сторонними студиями и дистрибьюторами, такими как Studio Khara, и занимается аутсорсингом, этого не произойдёт. А противоречия раздирают Еву десятилетиями с момента её дебюта.